# Battaglia di Andrassos
La Battaglia di Andrassos o Adrassos fu uno scontro combattuto l'8 novembre 960 in un non ben identificato passo di montagna dei Monti Tauro, tra i Bizantini, condotti da Leone Foca il giovane, e le armate dell'Emirato di Aleppo hamdanide condotte dall'emiro Sayf al-Dawla.
Sayf al-Dawla aveva fondato un emirato con sede ad Aleppo nel 945, ed era rapidamente emerso come il principale antagonista musulmano dell'Impero bizantino sul suo fronte orientale. Entrambi gli schieramenti lanciarono incursioni e controincursioni con successi alterni: gli Hamdanidi invasero le province bizantine dell'Asia Minore, e i Bizantini devastarono i territori hamdanidi in Mesopotamia Superiore e in Siria settentrionale.
A metà del 960, approfittando dell'assenza del grosso dell'esercito bizantino impegnato in una campagna contro l'Emirato di Creta, il principe hamdanide lanciò una nuova invasione dell'Asia Minore, devastando profondamente la regione della Cappadocia. Durante il ritorno, tuttavia, il suo esercito fu colto in un'imboscata da Leone Foca nei pressi del passo di Andrassos. Sayf al-Dawla stesso riuscì a sfuggire solo a stento, mentre il suo esercito fu annientato.
Seguita a una serie di successi bizantini negli anni precedenti, la battaglia di Andrassos viene considerata da molti studiosi come quella che sancì il declino dell'emirato hamdanide. A causa della perdita di molte delle sue truppe e del peggioramento delle sue condizioni di salute, Sayf al-Dawla non sarebbe stato mai più in grado di devastare in profondità i territori bizantini. Condotti dal fratello di Leone, Niceforo Foca, i Bizantini lanciarono un'offensiva che entro il 969 aveva portato alla conquista della Cilicia e della Siria settentrionale con Antiochia, e lo stesso Emirato di Aleppo era stato costretto a diventare vassallo dei Bizantini.

## Contesto storico
Nella metà del X secolo, in seguito a un periodo di espansione sulla sua frontiera orientale, condotta da Giovanni Curcuas, a spese degli emirati di frontiera musulmani, l'Impero bizantino dovette fronteggiare il principe hamdanide Sayf al-Dawla. Nel 945 Sayf al-Dawla aveva reso Aleppo la propria capitale, e in breve tempo impose la propria autorità in Siria settentrionale, nella Giazira (Mesopotamia Superiore), e in quello che restava dei distretti di frontiera (thughūr) del Califfato abbaside lungo il confine con l'Impero bizantino. Aderendo allo spirito del Jihād, nei due decenni successivi il sovrano hamdanide emerse come il nemico principale dei Bizantini. All'epoca della sua morte nel 967, si disse che Sayf al-Dawla avesse combattuto contro Bisanzio oltre quaranta battaglie.
Nell'inverno 945–946 Sayf al-Dawla lanciò la sua prima incursione in territorio bizantino, in seguito alla quale tuttavia fu firmata una tregua che sospese i conflitti militari tra Sayf al-Dawla e i Bizantini fino alla loro ripresa nel 948. In un primo momento, i Bizantini erano condotti dal Domestico delle Scholae (comandante in capo) Barda Foca il vecchio, che tuttavia, nonostante avesse dato prova del suo valore come comandante subordinato, come comandante in capo fallì sostanzialmente nel raggiungere gli obiettivi prefissati. Nel 948-950 i Bizantini conseguirono alcuni successi, saccheggiando le fortezze di frontiera di Hadath e Marash, ed espugnando Teodosiopoli, ponendo fine all'emirato di frontiera musulmano avente ivi sede. Il secondogenito di Barda, Leone, si distinse in quegli anni, segnatamente nella presa di Hadath e nel corso di un'incursione che aveva raggiunto i sobborghi di Antiochia e sconfitto un'armata hamdanide. Nel novembre 950 Leone conseguì un importante successo contro Sayf al-Dawla, che in precedenza era penetrato nell'Asia Minore bizantina dalla Cilicia e aveva sconfitto Barda in battaglia. Leone tese un'imboscata in un passo di montagna all'esercito hamdanide durante il suo viaggio di ritorno; Sayf al-Dawla perse 8 000 uomini e riuscì a salvarsi a stento con la fuga.
Sayf al-Dawla, nonostante ciò, respinse le offerte di pace giunte dai Bizantini, e continuò le sue incursioni. Per giunta, restaurò le fortezze di frontiera della Cilicia e della Siria settentrionale, comprese Marash e Hadath. Barda Foca tentò ripetutamente di ostacolarlo, ma ogni volta fu sconfitto, e per giunta il suo figlio più giovane, Costantino, fu fatto prigioniero dagli Hamdanidi. Nel 955, i fallimenti di Barda portarono alla sua sostituzione con il suo figlio primogenito, Niceforo Foca. Sotto l'abile conduzione di Niceforo, di Leone, e di loro nipote Giovanni Zimisce, le sorti del conflitto cambiarono in favore di Bisanzio. Nel 956 Zimisce tese un'imboscata a Sayf al-Dawla ma l'esercito hamdanide, combattendo nella pioggia torrenziale, riuscì a respingere i Bizantini; allo stesso tempo, tuttavia, Leone Foca sconfisse e fece prigioniero Abu'l-Asha'ir, un cugino di Sayf al-Dawla, nei pressi di Dülük. La città di Hadath fu saccheggiata di nuovo nel 957, Samosata nel 958, e inoltre Zimisce conseguì una vittoria importante sullo stesso Sayf al-Dawla. Nel 959, Leone Foca lanciò un'incursione che penetrò in Cilicia spingendosi fino al Diyar Bakr per poi dirigersi in Siria, lasciando dietro di sé le tracce devastanti del suo passaggio.

## L'invasione della Cappadocia di Sayf al-Dawla

Mappa della zona di frontiera arabo-bizantina nell'Asia Minore sud-orientale, con le fortezze principali.

All'inizio dell'estate del 960, Sayf al-Dawla vide un'opportunità per ribaltare le sue recenti sconfitte e riguadagnare terreno: le truppe migliori dell'esercito bizantino, con lo stesso Niceforo Foca, avevano abbandonato il fronte orientale per prendere parte a una spedizione contro l'Emirato di Creta. Con le truppe tarsiote lanciò un'invasione del territorio bizantino dalla Cilicia, mentre il suo luogotenente Naja lanciò una incursione parallela da Mayyafariqin nella Giazira occidentale.
Il compito di confrontarsi con l'emiro hamdanide fu affidato a Leone Foca, che secondo i cronisti bizantini era stato nominato Domestico delle Scholae d'Occidente (cioè delle armate europee dell'Impero bizantino) in seguito all'ascesa di Romano II nel novembre 959 (mentre Niceforo fu nominato Domestico delle Scholae d'Oriente) e aveva appena sconfitto un'incursione magiara in Tracia in un audace attacco notturno al loro accampamento. Il cronista arabo-cristiano dell'XI secolo Yahya di Antiochia, tuttavia, riferisce che Leone era stato assunto Domestico d'Oriente, e che era rimasto sul fronte orientale per tutto il 959-960, conducendo incursioni nei domini hamdanidi fino all'invasione di Sayf al-Dawla. Non è noto l'esatto ammontare delle forze a disposizione di Foca, ma esse erano di gran lunga numericamente inferiori all'armata del sovrano hamdanide.
Alla testa di una potente armata di cavalleria, i numeri riportati nelle fonti vanno da 3 000 a 30 000 soldati, Sayf al-Dawla invase il territorio bizantino, avanzando indisturbato fino alla fortezza di Charsianon, capoluogo del thema omonimo. La fortezza fu saccheggiata e la sua guarnigione massacrata, e nel saccheggio della regione circostante furono fatti molti prigionieri. Sembrerebbe che, a parte Charsianon, l'invasione avesse evitato le città e i centri fortificati. Secondo lo studioso William Garrood, questo fatto, insieme alla grande profondità di penetrazione e alla lunga durata dell'incursione, porterebbe a concludere che si trattasse di "una imponente campagna di destabilizzazione della frontiera" piuttosto che di una spedizione con degli obiettivi specifici prefissati. In effetti, secondo la ricostruzione di Garrood, in seguito al sacco di Charsianon, sembrerebbe che Sayf al-Dawla si fosse diretto verso ovest in modo da massimizzare l'area devastata durante l'incursione.
Verso la fine dell'autunno, Sayf al-Dawla cominciò finalmente la ritirata dal territorio bizantino, portando con sé bottino e prigionieri. Lo storico bizantino coevo Leone Diacono fornisce un ritratto vivido del principe hamdanide, riferendo che quest'ultimo, per la gioia per il successo dell'incursione e per la molta sicurezza di sé, correva avanti e dietro a fianco delle proprie truppe, cavalcando una giumenta "di dimensioni e velocità straordinarie", lanciando la propria lancia in aria e afferrandola con una destrezza notevole.

## Battaglia
Nel frattempo Leone Foca, in netta inferiorità numerica rispetto all'armata araba, decise di ricorrere ancora una volta a un'imboscata da tendere all'esercito nemico durante la loro marcia di ritorno. Leone, a cui si unirono le truppe rimanenti delle province limitrofe, compreso il thema di Cappadocia con il suo strategos, Costantino Maleinos, occupò lo stretto passo di Kylindros sul Tauro sud-occidentale tra la Cilicia e la Cappadocia. Le truppe bizantine occuparono il forte locale, e si nascosero lungo i lati scoscesi del passo. Secondo il cronista arabo Abu'l-Fida, si trattava dello stesso passo attraversato da Sayf al-Dawla all'inizio della sua spedizione, e molti dei suoi comandanti lo sconsigliarono di percorrerlo di nuovo al ritorno; i Tarsioti, che avevano deciso di seguire un percorso di ritorno differente, gli consigliarono di seguire il loro stesso percorso. Nonostante tutto, il principe hamdanide, confidente nelle proprie capacità, rifiutò di ascoltare qualunque consiglio, volendo per sé tutta la gloria del successo nella sua spedizione. I Tarsioti si ritirarono, scampando così al successivo disastro.
L'8 novembre 960, l'esercito hamdanide entrò nel passo, dove, secondo Leone Diacono, "dovettero accalcarsi in spazi molto angusti e irregolari, rompendo le loro formazioni". Non appena l'intera armata araba, compreso il loro convoglio di rifornimenti e i loro prigionieri, entrò nel passo, con l'avanguardia che era già prossima all'uscita meridionale, Leone Foca diede il segnale di attacco. Risuonando le loro trombe, i soldati bizantini caricarono le colonne arabe, o le bersagliarono facendo cadere giù per la pendenza pietre e tronchi di albero. La battaglia terminò con una completa disfatta araba. Molti arabi furono uccisi nel corso dell'imboscata, Leone Diacono afferma che ad anni di distanza era ancora possibile imbattersi nei loro resti visitando il sito e un numero ancora maggiore fu fatto prigioniero. Giovanni Scilitze scrive che furono fatti così tanti prigionieri da riempire le città e le proprietà agricole di schiavi. Tutti i prigionieri cristiani furono liberati e il bottino recuperato, e inoltre i Bizantini si impadronirono del tesoro e del bagaglio dello stesso Sayf al-Dawla. Lo stesso principe hamdanide riuscì a salvarsi con la fuga solo a stento; Teofane Continuato sostiene che si salvò per l'intervento di un disertore bizantino di nome Giovanni che gli diede il suo cavallo permettendogli di fuggire, mentre Leone Diacono riferisce che gettò oro e argento dietro di sé per rallentare i suoi inseguitori.
Secondo il cronista siriaco del XIII secolo Barebreo, Sayf al-Dawla ritornò ad Aleppo con soli 300 cavalieri. Diversi dei comandanti hamdanidi più illustri erano stati uccisi o fatti prigionieri nel corso della battaglia. Alcune fonti arabe menzionano la cattura dei cugini di Sayf al-Dawla, Abu'l-Asha'ir e Abū Firās al-Hamdānī, nel corso dello scontro, mentre la maggior parte dei cronisti e gli studiosi moderni collocano la loro cattura in circostanze differenti (nel 956 per Abu'l-Asha'ir e nel 962 per Abu Firas). Suo nipote Muhammad, figlio del fratello Nasir al-Dawla, fu catturato, mentre il qadi di Aleppo, Abu'l-Husayn al-Raqqi, o fu fatto prigioniero o cadde in battaglia a seconda della fonte. Barebreo riporta inoltre le morti dei comandanti "Hamid ibn Namus" e "Musa-Saya Khan".
Leone Foca liberò i prigionieri bizantini dopo averli riforniti di provviste, e portò con sé il bottino e i prigionieri arabi a Costantinopoli, dove celebrò un trionfo all'Ippodromo. In effetti, la battaglia di Andrassos destò una profonda impressione tra i coevi, provocando un'ondata di celebrazioni nei territori dell'impero e di lutto e lamenti nelle città siriache; essa viene menzionata in pressoché tutte le fonti storiche dell'epoca, e nel trattato bizantino coevo De velitatione bellica ("La schermaglia bellica") viene inserita tra i principali esempi di un'imboscata vincente.

## Conseguenze
Sia gli storici coevi arabi che quelli moderni, come Marius Canard e J. B. Bikhazi, hanno di norma considerato la sconfitta ad Andrassos come uno scontro decisivo che annientò per sempre le capacità offensive hamdanidi, aprendo la strada per le successive vittorie militari di Niceforo Foca. Le disfatte inflitte dai Bizantini a Sayf al-Dawla negli anni successivi vengono considerate una conseguenza inevitabile della battaglia. D'altra parte, Garrood obietta che il sovrano hamdanide era stato in grado di riprendersi da sconfitte simili in occasioni precedenti, e che le truppe di Naja e i suoi alleati tarsioti erano rimaste intatte; inoltre, a differenza delle successive disfatte, non sembrerebbe che il suo potere fosse stato messo in pericolo all'indomani della battaglia.

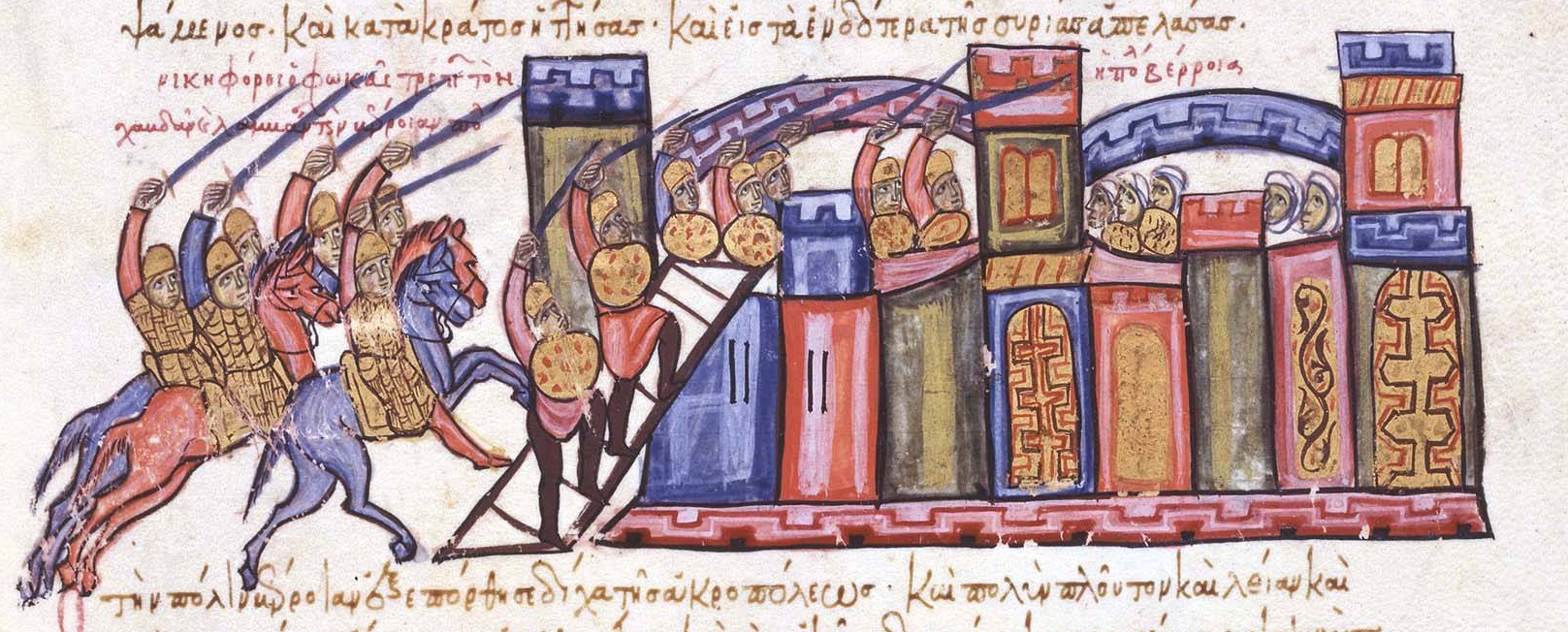
La presa di Aleppo del 962, dal Madrid Skylitzes

Nonostante ciò, l'incursione di Sayf al-Dawla del 960 fu la sua ultima incursione imponente in territorio bizantino, e i Bizantini non gli diedero il tempo di recuperare forze: non appena Niceforo Foca ritornò vittorioso da Creta a metà 961, riprese l'offensiva in Oriente. I Bizantini espugnarono Anazarbo in Cilicia, e perseguirono una politica deliberata di devastazioni e massacri al fine di espellere le popolazioni musulmane. Gli sforzi da parte di Sayf al-Dawla di rallentare o arrestare l'avanzata bizantina in Cilicia fallirono, e Niceforo Foca, con un'armata che si narra comprendesse 70 000 soldati, espugnò Marash, Sisium, Duluk e Manbij, assicurandosi i passi occidentali sull'Anti-Tauro. Sayf al-Dawla inviò la sua armata, il cui comando fu affidato a Nadja, a nord per confrontarsi con i Bizantini, ma Niceforo lo ignorò. Al contrario, il generale bizantino condusse le proprie truppe verso sud e a metà dicembre esse apparvero all'improvviso alle porte di Aleppo. Ivi sconfissero un'armata improvvisata nei pressi delle mura cittadine. I Bizantini espugnarono e devastarono la città, ad eccezione della cittadella, che continuò a resistere. I Bizantini partirono all'inizio del 963, portando con sé parte della popolazione come prigionieri. Nel 963, in seguito alla morte dell'imperatore Romano II, Niceforo concentrò le proprie attenzioni nella lotta per il potere che alla fine gli assicurarono il trono.
Le sconfitte subite negli anni precedenti, in particolare il sacco di Aleppo, diedero un colpo irreversibile al potere e all'autorità di Sayf al-Dawla. Da quel momento in poi, fino alla sua morte, il regno di Sayf al-Dawla fu segnato da rivolte e conflitti interni tra i suoi subordinati. Nel frattempo il principe hamdanide andò incontro anche a un peggioramento delle sue condizioni di salute, cominciando a manifestare i primi sintomi dell'emiplegia, a cui si aggiunse un peggioramento dei disturbi intestinali e urinari, che lo confinarono su una lettiga. La malattia limitò la capacità di Sayf al-Dawla di gestire di persona il proprio stato; egli in breve tempo affidò Aleppo alla gestione del suo ciambellano, Qarquya, e trascorse gran parte dei suoi ultimi anni a Mayyafariqin, affidando ai luogotenenti del suo stato maggiore l'onere di condurre la guerra contro i Bizantini e di reprimere le numerose rivolte scoppiate in misura sempre maggiore nei suoi domini.
Nell'autunno 964, Niceforo, appena diventato imperatore, avviò una nuova campagna in Oriente. Mopsuestia fu assediata ma riuscì a resistere. Niceforo tornò a cingerla d'assedio nell'anno successivo, espugnò la città e ne deportò gli abitanti. Il 16 agosto 965, Tarso fu consegnata ai Bizantini dai suoi abitanti. La Cilicia divenne una provincia bizantina, e Niceforo la riconvertì al cristianesimo. Tra rivolte e incursioni bizantine che si spingevano fino alla Giazira, Sayf al-Dawla si spense ad Aleppo nel febbraio 967.
Gli succedette il figlio, Sa'd al-Dawla, il quale dovette fronteggiare costanti agitazioni interne, e si assicurò il controllo della sua stessa capitale solo nel 977. Il 28 ottobre 969, terminò l'assedio di Antiochia e la città cadde in mano bizantina. La caduta dell'importante metropoli della Siria settentrionale fu in breve tempo seguita da un trattato tra i Bizantini e Qarquya, il governatore di Aleppo, che rese la città un vassallo tributario di Bisanzio. La dominazione bizantina fu così estesa all'intero ex thughūr, nonché alla striscia costiera della Siria compresa tra il Mar Mediterraneo e il fiume Oronte fino ai dintorni di Tripoli, Arqa e Shayzar. L'Emirato di Aleppo, ridotto a vassallo di Bisanzio, divenne un impotente territorio conteso tra i Bizantini e la nuova potenza del Medio Oriente, il Califfato fatimide d'Egitto.